# Средно училище „Петко Рачев Славейков“ (Добрич)
Средно училище „Петко Рачев Славейков“ е гимназия в град Добрич, в което се обучават ученици от 1 до 12 клас, на две смени. То се финансира от бюджета на Общински съвет – град Добрич. Разположено е на адрес: улица „Ангел Кънчев“ № 2.

## История
Възниква като начално училище „Петко Рачев Славейков“ през 1910 г. През годините на румънска власт първо съществува като професионално училище. През 1971 г. се обединява с основно училище „Димитър Полянов“, което е основано през 1909 г., като мъжко класно училище „Райко Цончев“. Със заповед на министъра на народната просвета от 1981 г. училището е обявено за ЕСПУ. В национален мащаб то става три пъти носител на званието „Образцов колектив“, съвсем заслужено училището е наградено с орден „Кирил и Методий“ и званието „Образцово“.
В периода 1975 – 2010 г. директори на училището са били – Елеонора Бакалова, Христо Петров, Мария Адамова и Георги Георгиев.